# Verbena lasiostachys
Verbena lasiostachys — вид рослин родини Вербенові (Verbenaceae), поширений на пн.-зх. Мексиці й пд.-зх. США.

## Опис
Багаторічна трав'яниста рослина 35–80 см. Стебло: 1–5+ від висхідних до прямостійних; волоски короткі, розлогі. Листок 4–10 см, ± яйцеподібної форми, грубо зубчастий, глибоко 1–2-лопатевий біля основи; від м'яко- до шорстко-волосистого; черешок <2 см, іноді вузько-крилатий. Суцвіття: колоси 1–3 на стебло, у плодах 7–25 см, зазвичай відкриваються проксимально (плоди не перекриваються); приквіткова приквітка 3–4.5 мм. Квітка: чашечка 2.5–4 мм; віночок 2.5–5 мм, від блакитного до багрового. Плід: 1–2 мм.

## Поширення
Поширений на пн.-зх. Мексиці й пд.-зх. США (Орегон, Каліфорнія).